# Hope (Wales)
Hope (Yr Hob in het Welsh) is een plaats in Wales, in het bestuurlijke graafschap Flintshire en het ceremoniële behouden graafschap Clwyd. De plaats telt 2.522 inwoners.